# Марія, Мирабела
«Марія, Мирабела» (рос. «Мария, Мирабела») — спільний радянсько-румунський художній фільм 1981 року режисера Іона Попеску-Гопо.
Музичний мультиплікаційний і ігровий фільм-казка

## Сюжет
Про двох сестричок-близнючок і їх вірних друзів — жабеняти Кваки, світлячка Скіперича і метелика Оміде. Якось Кваки вмерз в крижину, Світлячок перестав світити, а Метелик злякалася літати. Марія і Мирабела з доброю Лісовою феєю допомогли їм увійти в зачарований ліс і повернути втрачені здібності.

## У ролях
- Джілда Манолеску
- Медея Марінеску
- Іон Попеску-Гопо

## Творча група
- Сценарій: Іон Попеску-Гопо
- Режисер: Іон Попеску-Гопо
- Оператор: Борис Котов
- Композитор: Еуженіу Дога